# Ніжинське технічне училище імені А.Ф.Кушакевича
Ніжинське технічне училище імені А.Ф.Кушакевича (1917 -1920)
Після березня 1917 року в Україні сформувалося двовладдя. 30 травня прийнято «Постанову Тимчасового Уряду про зміни і доповнення діючих законів для промислових училищ і про Відділ промислових училищ Міністерства Народної Освіти». Відповідно до постанови було розпочато реорганізацію Ніжинського нижчого механіко і сільськогосподарсько-технічного училища імені А.Ф.Кушакевича в Ніжинське технічне училище імені А.Ф.Кушакевича. 
1 липня 1917 року почало діяти Ніжинське технічне училище імені А.Ф.Кушакевича з відділеннями сільськогосподарського машинобудування та сільськогосподарсько-технічним. Училище готувало техніків відповідних спеціальностей із терміном навчання 4 роки.
Директором училища був Сергій Микитович Льовочкін, колезький радник. Він закінчив Ново-Олександрівський інститут сільського господарства з дипломом ученого-агронома першого розряду, викладав землеробство в спеціальних класах.
19 серпня 1917 р. на засіданні педагогічної ради училища, за участю міського голови В.А.Семенова та голови міської земської управи С.Ф.Ситировського, розглядалося відношення Генерального Секретаріату Української Центральної Ради від 10 серпня 1917 р. про викладання української мови та українознавства в училищі.
Відповідно з 12 жовтня 1917 року в училищі викладались українська мова та українознавство магістром російської мови, випускником історико-філологічного факультету Київського університету Олександром Сергійовичем Грузинським.
Із початку навчального року, 6 вересня 1917 р., на сільськогосподарсько-технічному відділенні викладалися такі дисципліни:
| Закон Божий Російська мова Математика Фізика Хімія Географія Механіка Природнича історія Землеробство Метеорологія Сільськогосподарська технологія | Сільськогосподарське машиновикористання Агрономічна хімія Тваринництво Будівельне мистецтво Сільськогосподарська економія Законодавство Садівництво і лісництво Кошторис і звітність Охорона праці Малювання Креслення |

У весняний та осінній періоди учні працювали на фермі училища за потребою. 
У 1918 р. погіршуються умови практичного навчання в майстернях училища. Обладнання училища використовувалося для військових потреб і прийшло в непридатність. Із початку 1918 року припиняє роботу тилова гарматна майстерня №4, котра знаходилась у приміщеннях училища. Постало питання про передачу військового обладнання. Директор училища С.Льовочкін звертається з проханнями до представників влади про передачу обладнання технічному училищу, «як компенсації збитків (до 30000 крб)». Проблемою стала регулярна зміна відповідальних осіб, представників більшовицької та гетьманської влади.
У важкі часи певною надією залишалася благодійність. Відповідальний розпорядник проведення доброчинного вечора на користь бідних техніків Ніжинської технічної школи отримав розписку: «30 грудня 1918 року одержано мною від пана отамана (Євгена Ангела) республіканського куріня смерті імені кошового Івана Сірка в м.Ніжині ДЕСЯТЬ ТИСЯЧ карбованців фінансування на потреби створення національного хору і оркестру у відповідному порядку».
1919 рік став одним з найважчих у діяльності навчального закладу. Громадянська війна зруйнувала звичний ритм життя училища. 
Назва навчального закладу регулярно змінювалася відповідно до політичного становища в регіоні. Із кінця 1918 р. на початку 1919 р. за влади української Директорії мав назву Ніжинська технічна школа імені А.Ф.Кушакевича; із приходом більшовиків наприкінці січня – Ніжинське механіко і сільськогосподарсько-технічне училище імені А.Ф.Кушакевича; із квітня – Ніжинська середня технічна школа імені А.Ф.Кушакевича; у серпні-жовтні, при денікінцях, – Ніжинське механіко і сільськогосподарсько-технічне училище імені А.Ф.Кушакевича. 
Вакханалію використання різноманітних назв, штампів, печаток, бланків припинило розпорядження Ніжинського повітового відділу народної освіти 13 грудня 1919 року «пропонуємо вам зняти зі шкільних приміщень попередні шкільні вивіски і різного роду емблеми, котрі мають відношення до царського режиму або денікінської окупації». 
Приміщення училища періодично використовували військові підрозділи. Так 4-16 січня головна будівля була зайнята «Чорноморським кошем» військ української Директорії. Із 18 січня радянськими військами. Через військові дії заняття вдалося відновити після зимових канікул тільки 27 січня. Із 7 серпня до кінця місяця, будівля училища була зайнята радянським військовим відомством, до приходу денікінців. 
Новий 1919-1920 навчальний рік через відсутність фінансування денікінською владою вдалося розпочати тільки 14 листопада. Для порятунку матеріального становища, шкільна рада училища командирувала 27 жовтня  до Ростова-на-Дону в управління народної освіти заступника директора Л.М.Занько, котрий назад не повернувся. 
Особливо складно було уримувати ферму, котра, попри всі негаразди, залишалася культурно-показовим господарством. Зокрема, вона мала 6 голів великої рогатої худоби симентальської породи, 7 породистих коней. З’явилася проблема реквізицій, котрі здійснювали як офіційні так і неофіційні особи. Звернення до завідувача відділу народної освіти ніжинського ВРК 21 грудня 1919 р. «шкільна рада, відповідно до постанови від 10 грудня, переконливо просить клопотання Вашого, видачі охоронного свідоцтва на предмет звільнення будівлі училища від реквізицій».  
Важливою проблемою 1919 року додалася нестача кормів для худоби ферми через реквізиції, неврожай, інфляцію грошей. Щоб врятувати ферму, адміністрація закладу неодноразово зверталася до представників більшовицької влади за допомогою. 12 квітня Комісаріат Земельних Справ дав розпорядження виділити 24 десятини землі, котра раніше належала Ніжинському жіночому монастирю. 
Додатковою проблемою цього періоду стало утримання службовців. Голова шкільної ради С.М.Льовочкін звертався в Ніжинський відділ народної освіти: «Вважаю своїм обов’язком додати, що з великими труднощами з 14 листопада (1919 р.) вдалося розподілити викладання дисциплін між наявним складом, а тому шкільна рада просить знайти осіб для заміщення  уроків понад норми. Здійснювати оплату повністю за фактичну кількість прочитаних уроків».  
Постійно стояло питання мобілізації викладачів до Червоної армії. Зокрема, 3 липня 1919 року в Ніжинський волосний воєнком  повідомлялося «Список бувших офіцерів, перебуваючих на службі в Ніжинському середньому технічному училищі і котрих бажано залишити для училища, як незамінних працівників: В.О.Пуліковський, Л.М.Занько, Т.Ф.Гребеник».   
[1] Там само, од.зб.498, арк. 39 .
[1] Відділ забезпечення збереженості документів Державного архіву Чернігівської області в м.Ніжині, ф. 1238, оп.1, од.зб.491, арк. 190.
[1] Там само, од.зб.491, арк. 189.
[1] Відділ забезпечення збереженості документів Державного архіву Чернігівської області в м.Ніжині, ф. 1238, оп.1, од.зб.491, арк. 19.
[1] Відділ забезпечення збереженості документів Державного архіву Чернігівської області в м.Ніжині, ф. 1238, оп.1, од.зб.491, арк. 194.
[1] Відділ забезпечення збереженості документів Державного архіву Чернігівської області в м.Ніжині, ф. 1238, оп.1, од.зб.496, арк. 78.
[1] Там само, од.зб.456, арк. 36.
[1] Там само, од.зб.401, арк. 3.